# Mateusz Kościukiewicz
Mateusz Kościukiewicz est un acteur polonais né le 1er mai 1986 à Nowy Tomyśl.

## Carrière
En 2010, il a reçu le prix du Festival du film de Karlovy Vary du meilleur acteur (avec Filip Garbacz) pour le rôle dans le film Matka Teresa od kotów de Paweł Sala. La même année, il remporte le prix Zbigniew Cybulski.
En 2011, il a reçu un "Aigle" dans la catégorie "Découverte de l'année" pour le rôle dans All That I Love. Il a également été nommé dans la catégorie "Meilleur acteur".
En 2013, Mateusz Kościukiewicz a été nommé l'un des 10 talents d'acteur les plus prometteurs d'Europe dans le cadre de l'exposition Shooting Star 2014 de EFP.

## Vie privée
Il a grandi à Nowy Tomyśl, où il a fréquenté les établissements d'enseignement général et postsecondaire. Il a étudié à l'École supérieure de théâtre de l'État de Cracovie.
Il est marié depuis 2011 avec la réalisatrice Małgorzata Szumowska, de treize ans son aînée et ils ont une fille, Alina. Alina est née le 3 décembre 2012.

## Filmographie sélective
- 2009 : Tatarak d'Andrzej Wajda
- 2009 : All That I Love (Wszystko, co kocham) de Jacek Borcuch: Janek
- 2010 : Mother Teresa of Cats (Matka Teresa od kotów) de Paweł Sala: Artur Bielicki
- 2011: Sala Samobójców de Jan Komasa: Jasper
- 2012: Bez wstydu de Filip Marczewski: Tadek
- 2013: Bejbi Blues de Katarzyna Rosłaniec: Seba
- 2013: Baczyński de Kordian Piwowarski: Krzysztof Kamil Baczyński
- 2013 : Aime et fais ce que tu veux (W imię...) de Małgorzata Szumowska: Łukasz
- 2013: Wałęsa. Człowiek z nadziei de Andrzej Wajda: Krzysiek
- 2013: Bilet na Księżyc de Jacek Bromski: Antoni Sikora
- 2014: Francesco de Liliana Cavani: François d'Assise
- 2015:11 Minutes de Jerzy Skolimowski: ex-garçon
- 2015: Disco Polo de Maciej Bochniak: scénariste
- 2015: Panie Dulskie de Filip Bajon: Zbyniu
- 2015: Elixir de Brodie Higgs: Louis
- 2017: Amok de Katarzyna Adamik: Krystian Bala
- 2017: Gwiazdy de Jan Kidawa-Błoński: Jan Banaś
- 2018: Mug de Małgorzata Szumowska: Jacek
- 2018: 25 km/h de Markus Goller: Adam
- 2018: Diagnostic (TVN série) de Maciej Bochniak: Procureur Paweł Wilecki
- 2018: 1983 (Netflix série) de Agnieszka Holland: Kamil Zatoń
- 2019: Solid Gold de Jacek Bromski: Solarz
- 2019: Żużel de Dorota Kędzierzawska: Riczi
- 2019: The Informer de Andrea Di Stefano: Stazek
- 2020: Aigle. Dernière patrouille de Jacek Bławut: Lieutenant Andrzej Piasecki
- 2022 : Hi-Han (Eo) de Jerzy Skolimowski :

## Distinctions
- 2010 : prix du meilleur acteur (partagé avec Filip Garbacz) pour Mother Teresa of Cats au festival international du film de Karlovy Vary ;
- 2011 : prix du jeune espoir pour All That I Love aux Prix du film polonais.
- 2014 : Shooting Stars de la Berlinale[1]